# Марин Механджиев
Марин Русев Механджиев (8 март 1927 – 12 ноември 2005) е български учен, номиниран за Нобелова награда по химия през 2004 година. Той е член основател на Балканския съюз по онкология (1995) и на Балканската академия на науките и културата (2001). Публикувал повече от 400 научни труда, автор на 18 монографии, участвал в повече от 360 международни и национални конференции и симпозиуми, Марин Механджиев е международно признат и носител на множество награди и отличия.

## Биография
Роден е на 8 март 1927 г. в гр. София в семейството на офицер. Баща му, полковник Руси Механджиев, се изкачва по стълбицата на военната кариера и през 1937 г. е началник на Разузнавателния отдел във военното министерство, а през 1938 г. е изпратен като военно аташе в Турция, след което е назначен за началник на щаба на IV армия.
Основно образование Марин Механджиев получава, учейки в различни градове не само в България, а средно образование завършва в Първа мъжка гимназия в гр. София. През 1949 г. завършва магистърска степен инженер-химик като отличник на първия випуск в Държавната политехника в София. През 1971 г. е избран за старши научен сътрудник по цветна металургия във Висшия химико-технологичен институт в София. През 1971 г. защитава кандидатска дисертация във ВХТИ, гр. Бургас. През 1989 г. е избран за старши научен сътрудник по неравновесна термодинамика на акумулационните процеси в Института по физикохимия към Българската академия на науките.

## Кариера
Като специалист академик Механджиев работи в различни предприятия в страната като създава и ръководи научноизследователски лаборатории – бази за развитие и внедряване в минното предприятие на гара Елисейна и в Медодобивния комбинат в гр. Пирдоп. Работи и ръководи секция в научноизследователския институт по цветни метали, в научноизследователския институт „Нипроруда“, в ИСО „Химкомплект“, отговаря за научната дейност в Биотехническия институт към СК „Биотех“. Ръководи катедра „Процеси и апарати“ и подготвя студенти в Биотехнологичния институт в Разград. Преподава екологично моделиране в Югозападния университет в Благоевград, чете лекции по екология и техническа безопасност в Колежа по телекомуникации. Експерт на „БИМАК“ АД в с. Челопеч. Главен еколог на град-музей Копривщица.

## Номинация за Нобелова награда
Марин Механджиев е номиниран за Нобелова награда по химия през 2004 година от Университета Анстед за развитието на неравновесната термодинамика на акумулационните процеси и нейното приложение при създаването на канцерогенна теория, съгласно която туморните явления в многоклетъчните организми представляват проява на собствен защитен механизъм на тъканите.

## Научни отличия и титли
- доктор хонорис кауза на Международната академия за култура и политически науки, САЩ (1999)
- доктор по международни отношения на Университета в Алабама, САЩ (1999)
- професор по околната среда и правата на човека от Международната асоциация на преподавателите към ЮНЕСКО, УНИЦЕФ, НКОСОЦ/ООН (1999)
- президент на Фондация „Наука и анализи свързани с околната среда“ (2000)
- доктор хонорис кауза по биотехнологии и биотехносфера на Университета Анстед, Малайзия (2001)
- доктор хонорис кауза по неравновесна термодинамика на Университета в гр. Орадя, Румъния (2003)
- почетен доктор на Международния екологичен университет „Д. Сахаров“, Минск, Беларус (2005)
- член кореспондент на Украинската екологична академия (1995)
- член кореспондент на Кралската академия по фармация, Мадрид, Испания (2002)
- академик на Световната академия за мир, САЩ (1998)
- академик на Централната европейска академия на науките и изкуствата, Тимишоара/Братислава (2000)
- академик на Балканската академия на науките и културата (2001)
- академик на Румънско-Молдовската екологична академия, Яш, Румъния (2001)
- почетен академик на Световната академия на науките, технологиите, образованието, Валенсия, Испания (2003)
- почетен академик на Международната академия „Гречи-Марино“, Италия (2005)

## Членства
- член на Съюза на учените в България (1965)
- член на Международния комитет „Постижения на науката и изследванията за благото на трудовия народ“, Израел (1987)
- член основател на Балканския съюз по онкология (1995)
- член на Нюйоркската академия на науките (1996 – 1997)
- член на Международната администрация на Световния университет на кръглата маса, Бенсон, Аризона, САЩ (1997)
- член на Висшия експертен екологичен съвет към Министерството на околната среда и водите като независим национален експерт (1997, 1998)
- почетен член на Испанската асоциация на професионалистите по здравеопазване и околна среда (1998)
- почетен член на Борда на съветниците на Университета Анстед, Малайзия (1999)
- член основател на Балканската академия на науките и културата (2001)
- член на Борда на съветниците на Американския биографичен институт (2003)

## Международно признание
Отредено му е място в справочните издания на Световната библиотека:
- 500 Great Minds of the Early 21st Century (2002)
- 500 Outstanding Professors and Scholars (2004)

Механджиев е включен и в справочниците:
- Marquis WHO is who in the World, Editions 14, 15, 16, 17, 18
- Who’s Who in Science and Engineering, Edition 4
- The Environment Encyclopaedia and Directory, Sec. W. page 360/1, 1997

Включен е и в справочните издания на Международния биографичен център, Кеймбридж, Англия:
- Outstanding Scientists of the 20th Century (1999)
- Outstanding Scientists of the 21st Century (2001)
- Outstanding People of the 20th Century (1999)
- Outstanding People of the 21st Century (2002)
- Outstanding Intellectuals of the 20th Century (2000)
- 2000 Outstanding Scientists of the 21st Century (2002)
- 2000 Outstanding Intellectuals of the 21st Century (2002)
- Living Legends (2003)
- International Who’s Who of Intellectuals (1999)
- Who’s Who in the 21st Century (2001)
- 2000 Outstanding Scholars of the 21st Century (2002)
- Dictionary of International Biography, Editions: 27; 28; 29; 30

## Други награди и отличия
- Награден от Международния биографичен център, Кеймбридж, Англия с отличията: „Мъж на годината“ 1998, 1999, 2001, 2003
- „Международна личност“ 2000/2001
- „Международен учен“ 2001
- „Награда за постижения през 20 век“ 1998, 2000
- „Награда за постижения през 21 век“, 2001
- „Медал за отличие“, 2002
- Награден с почетен знак на Университета в Баня Лука, Република Сръбска (2003, 2004)
- Почетен гражданин на града-музей Копривщица, 2000

## Публикации
Марин Механджиев е публикувал повече от 400 научни труда, автор е на 18 монографии, повечето от които са включени като задължителна литература в конспектите за държавни изпити в университетите. По-важни от тях са:
- „Планиране и методики при технологични изследвания“ (1975)
- „Комплексно изследване и проектиране при технологичните процеси в химическата промишленост“ (1981)
- „Екологизация и екологични експертизи“ (1981)
- „Процеси и апарати в биотехнологията и химичната технология“ (1989)
- „Cancer: Enemy and Future Ally“ (1994)
- „Намаляване и минимизиране на отпадъците в минните, обогатителните и металургичните предприятия“ (1996)
- „Термодинамика на акумулационните процеси във въздействаните системи", част I и II (1997)
- „Ракът: враг и бъдещ съюзник“ (2002)